# سولکتال
سولکتال (به انگلیسی: Solketal) با فرمول شیمیایی C6H12O3 یک ترکیب شیمیایی با شناسه پاب‌کم 802 است. که جرم مولی آن ۱۳۲٫۱۵۷۶۸ گرم بر مول می‌باشد. 